# Muzeum výtvarného umění (Boston)
Muzeum výtvarného umění (anglicky Museum of Fine Arts) v Bostonu ve státě Massachusetts je jedním z největších muzeí umění ve Spojených státech, s návštěvností více než jeden milion návštěvníků ročně. Obsahuje více než 450 000 děl, jedna z nejvíce komplexních sbírek v Americe. Muzeum bylo založeno v roce 1870 a na svém současném místě stojí od roku 1909. Muzeum je v úzkém spojení s akademií umění, školou výtvarných umění v Bostonu a sesterským muzeem ve městě Nagoja v Japonsku. Současný ředitel muzea je Malcolm Rogers.

## Historie

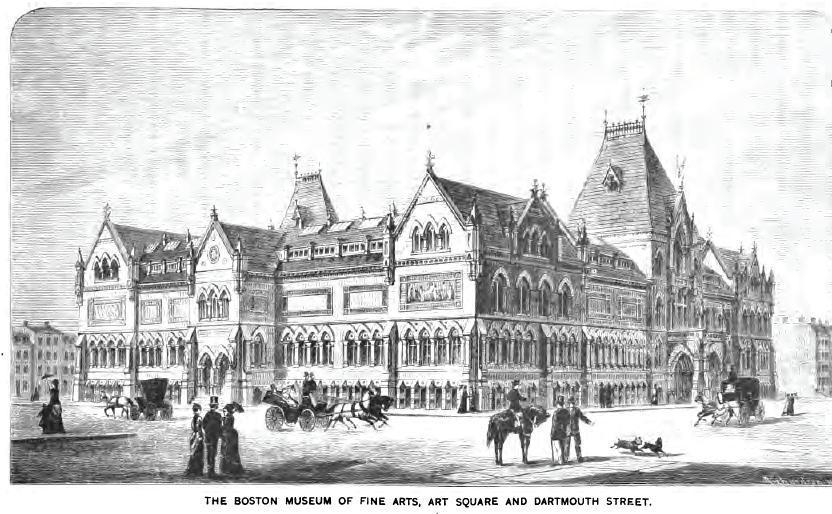
Boston Museum of Fine Arts building, budovu Gothic Revival vlastnilo v období od 1876 do 1909

Muzeum bylo založeno v roce 1870 a otevřeno v roce 1876, přičemž velká část jeho sbírky byla převzata z galerie umění Boston Athenaeum. Francis Davis Millet k muzeu připojil také uměleckou školu, do které jmenoval ředitelem Emila Otto Grundmanna (1844 – 1890).
Původně se muzeum nacházelo ve velmi zdobené budově Gothic Revival , kterou navrhl John Hubbard Sturgis a umístil ji na Copleyho náměstí v Back Bay poblíž Bostonu. Do současného místa – na Huntington Avenue – se muzeum stěhovalo v roce 1909.
Práce na muzeu, jak jej známe dnes, začala v roce 1907, kdy správci najali architekta Guye Lowella, aby vytvořil plán pro budovu, která by mohla být postavena v několika fázích, podle finančních prostředků. První část Lowell je postavena v neoklasicistním designu a byla dokončena v r. 1909. Měla výšku 500 stop, fasádu ze žuly. Robert Dawson Evans poté financoval veškeré náklady na výstavbu dalších částí muzea. Křídlo podél Back Bay, které bylo otevřeno v roce 1915 obsahuje galerie malby. Od roku 1916 do roku 1925 John Singer Sargent pracoval na výzdobě rotundy, která připomíná kolonádu.
V knihovně muzea se nachází obrovská sbírka 320 000 položek. Nese jméno podle malíře a učitele umění Williama Hunta, jehož díla jsou uložena ve stálých sbírkách muzea. Ve sbírce je také slavné Huntovo plátno z roku 1866 s názvem Italian Peasant Boy.

## Sbírky a výstavy

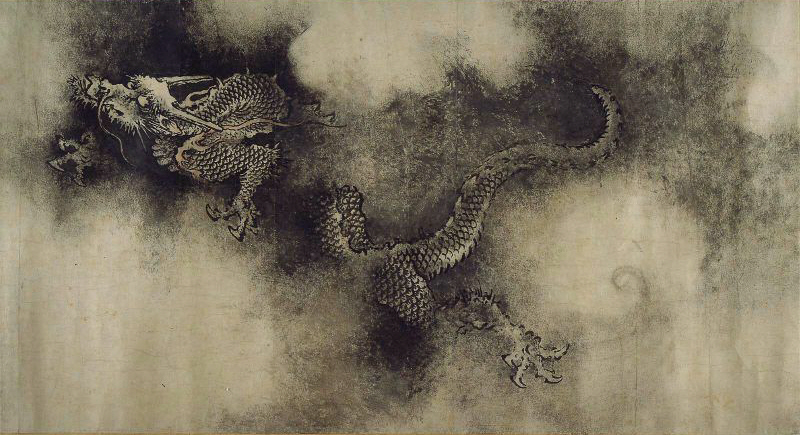
"Nine Dragons", Chen Rong, 1244, čínská Song Dynasty, Museum of Fine Arts, Boston

- Egyptské umění – sochy, sarkofágy, šperky.
- Francouzský Impresionismus a post-impresionismus; včetně díla Paula Gauguina Odkud jsme přišli? Kdo jsme? Kam jdeme? (D'où venons-nous? Que sommes-nous? Où allons-nous?), Maneta, Renoira, Degase, Moneta, Van Gogha, Cézanna a mnoha dalších.
- Americké umění 18. a 19. století, včetně děl Johna Singletona Copleyho, Winslow Homera a John Singer Sargenta.
- Sbírka čínské malby, kaligrafie a imperiální čínského umění
- Největší sbírka japonského umění, včetně 5 000 kusů z hrnčířské sbírky Edwarda Morse.

### Fotografie

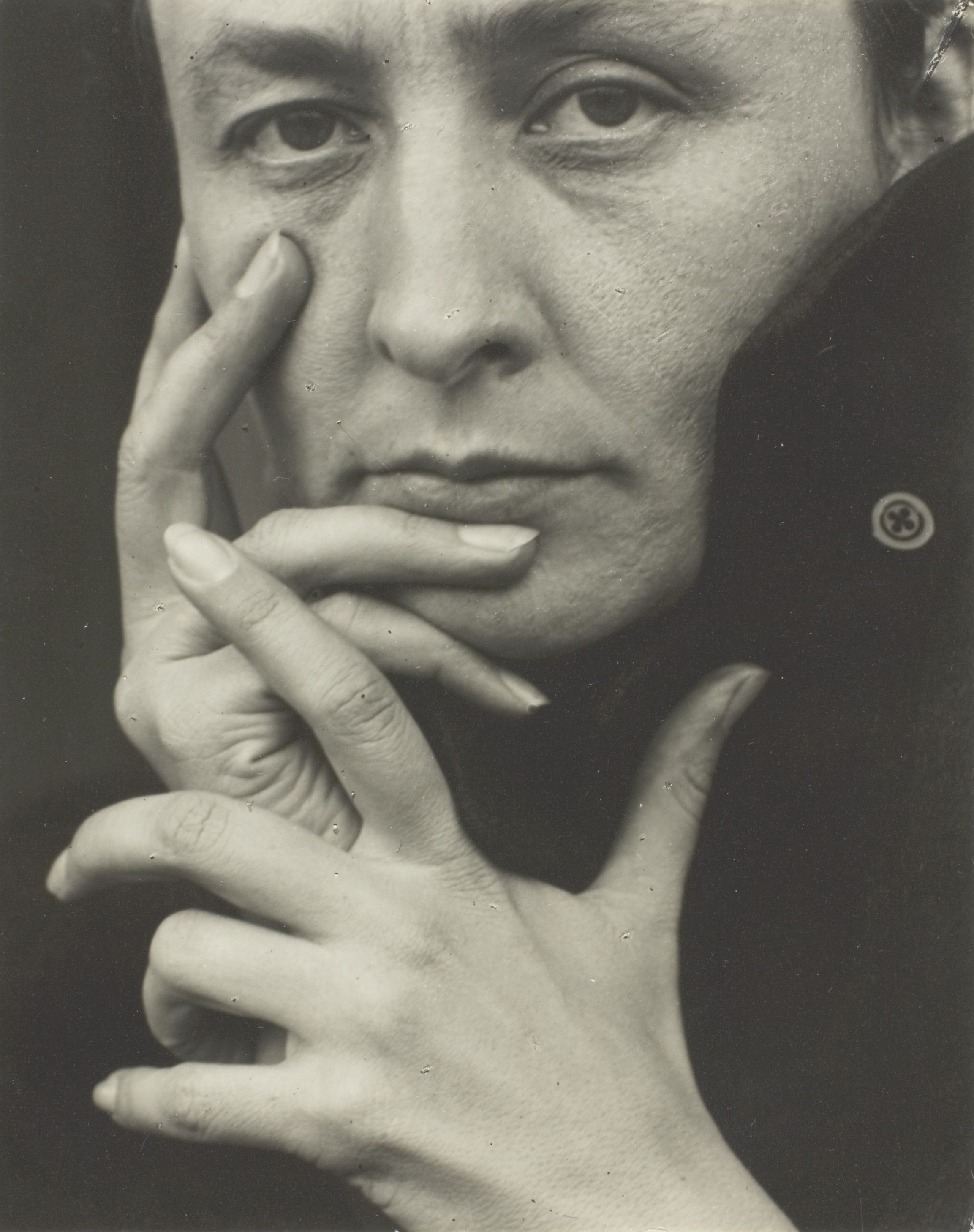
Alfred Stieglitz – Georgia O'Keeffeová (1918)

Roku 1924 projevilo muzeum zájem o fotografie Alfreda Stieglitze, který mu daroval 27 snímků. Série obsahuje několik portrétů jeho manželky malířky Georgie O'Keeffeové, dále pak osobností jako byli například Margaret Treadwell, Georgia Engelhard, Dorothy True, Marsden Hartley, John Marin, Helen Freeman, Alma Wertheim. Sbírka Stieglitzových děl obsahuje také několik abstrakcí oblak nazvaných Songs of the Sky in Five Pictures, ale také jeho velmi známý snímek z New Yorku The Terminal.
Kromě Stieglitze jsou ve sbírkách díla surrealisty a kolážisty Man Raye, dále pak stojí za zmínku díla současného fotožurnalisty Jamese Nachtweye, ve sbírkách jsou převážně jeho reportáže z Gazy, Zairu, Rwandy, Alabamy a Kábulu z devadesátých let. Dále najdeme díla autora vtipných vizuálních her (například s vlastním stínem) Lee Friedlandera (nar. 1934); portrétisty různých kulturních celebrit (Dizzy Gillespie, Sinéad O’Connor, George Wallace, Tatjana Veiled, Merce Cunningham, Naomi Campbellová nebo Roy Lichtenstein) Herba Rittse a také Dietera Appelta, který filosofuje o smyslu života.
Muzeum nedávno (2009) zakoupilo fotografii pouličního kazatele Jeana Journeta od Félixe Nadara, významného fotografa devatenáctého století, který hostil první impresionistické výstavy a je středobodem muzejní kolekce rané francouzské fotografie.

### Další sbírky
- Umění Asie, Oceánie a Afriky
- Umění Evropy
- Umění Ameriky
- Umění starého světa
- Současné umění
- Hudební nástroje
- Tisky, kresby a fotografie
- Textil a móda[10]

## Galerie obrázků

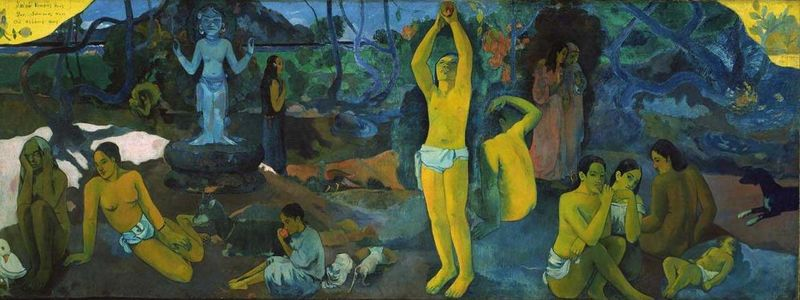
Paul Gauguin – Odkud jsme přišli? Kdo jsme? Kam jdeme? (D'où venons-nous? Que sommes-nous? Où allons-nous?) (1897)
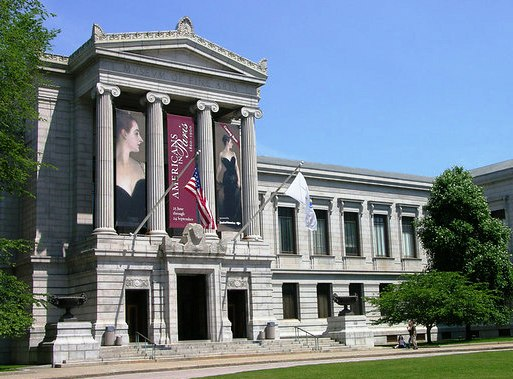
Hlavní vstup do muzea
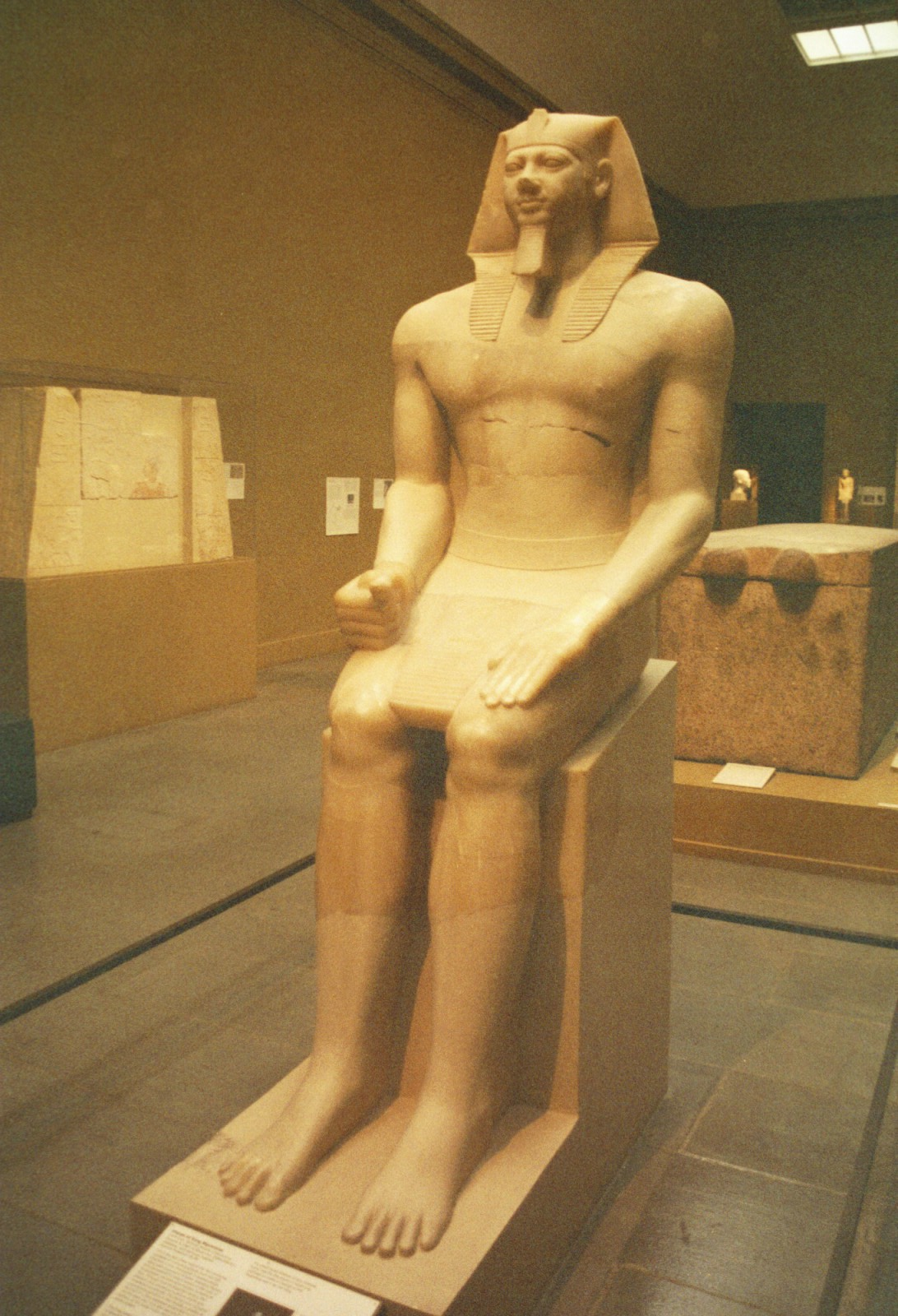
Sbírky starého Egypta
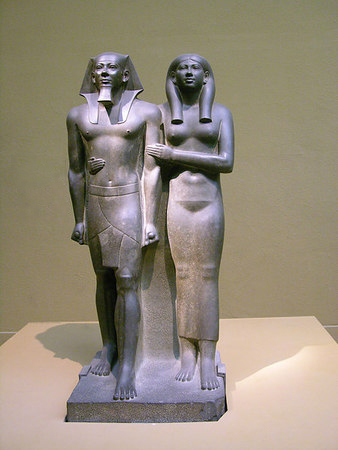
Král Mycerinus (Menkaura) s královnou
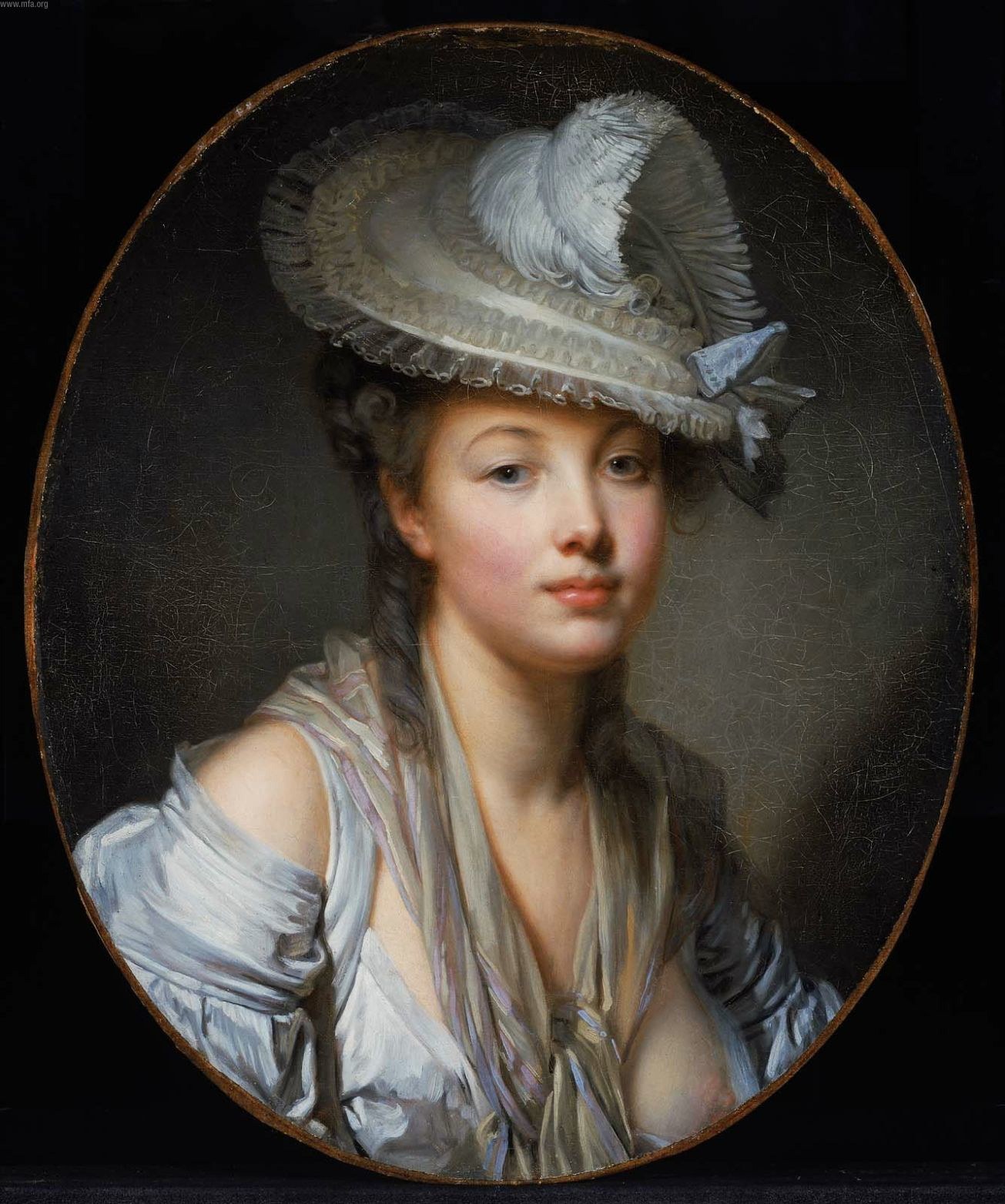
Jean-Baptiste Greuze – Le Chapeau blanc, 1780
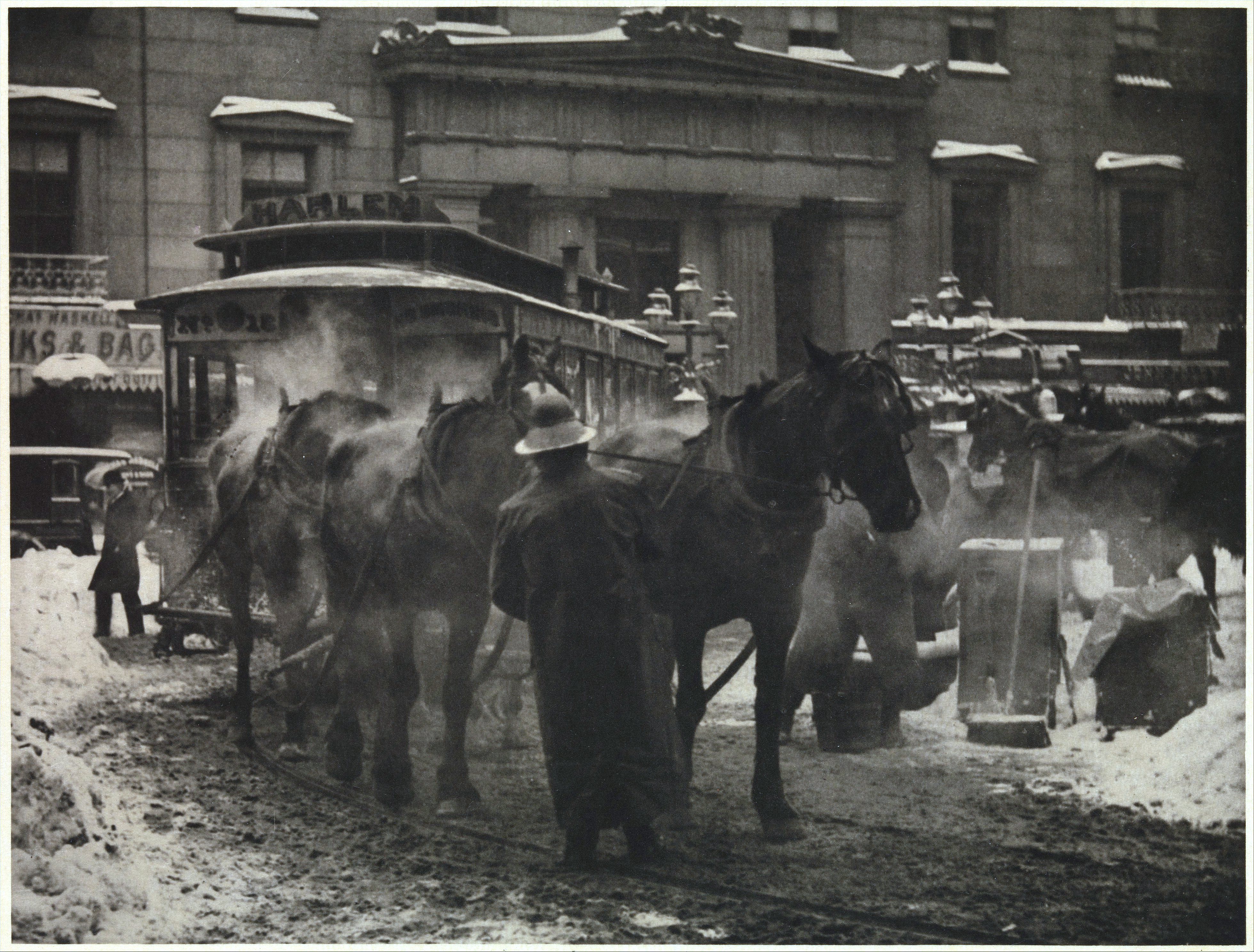
Alfred Stieglitz: The Terminal

## Významní kurátoři
- Sylvester Rosa Koehler (1837-1900) – první kurátor tisků
- Fitzroy Carrington (* 1869) – kurátor tisků
- William George Constable (1887-1976) – kurátor
- Ernest Fenollosa (1853-1908) – kurátor orientálního umění (1890-1896)
- Okakura Kakuzō (1863-1913) – kurátor orientálního umění (1904-1913)
- Ananda Coomaraswamy (1877-1947) – kurátor orientálního umění
- Robert Treat Paine (zemřel 1965) – kurátor japonského umění (1963-1965)
- Anne Nishimura Morse (1956-souč.(2009)) – William a Helena Poundsovi, senior kurátor japonského umění (1985 – současnost /2009/)